# ماتيو تشابيرت
ماتيو تشابيرت (بالفرنسية: Mathieu Chabert)‏ هو مدرب كرة قدم فرنسي، ولد في 5 ديسمبر 1978 في بيزييه في فرنسا.

## وصلات خارجية
- ماتيو تشابيرت على موقع قاعدة بيانات كرة القدم.إي يو (الإنجليزية)